# (12358) Azzurra
Pour les articles homonymes, voir Azzurra.
(12358) Azzurra est un astéroïde de la ceinture principale.

## Description
(12358) Azzurra est un astéroïde de la ceinture principale. Il fut découvert le 22 septembre 1993 à Santa Lucia par Antonio Vagnozzi. Il présente une orbite caractérisée par un demi-grand axe de 2,79 UA, une excentricité de 0,11 et une inclinaison de 7,6° par rapport à l'écliptique.

## Compléments